# Poseyville (Indiana)
Poseyville es un pueblo ubicado en el condado de Posey en el estado estadounidense de Indiana. En el Censo de 2010 tenía una población de 1045 habitantes y una densidad poblacional de 625,55 personas por km².

## Geografía
Poseyville se encuentra ubicado en las coordenadas 38°10′12″N 87°47′00″O / 38.17000, -87.78333. Según la Oficina del Censo de los Estados Unidos, Poseyville tiene una superficie total de 1.67 km², de la cual 1.67 km² corresponden a tierra firme y (0%) 0 km² es agua.

## Demografía
Según el censo de 2010, había 1045 personas residiendo en Poseyville. La densidad de población era de 625,55 hab./km². De los 1045 habitantes, Poseyville estaba compuesto por el 98.95% blancos, el 0% eran afroamericanos, el 0.29% eran amerindios, el 0.19% eran asiáticos, el 0% eran isleños del Pacífico, el 0% eran de otras razas y el 0.57% pertenecían a dos o más razas. Del total de la población el 0.19% eran hispanos o latinos de cualquier raza.